# Joe Cunningham
Pour les articles homonymes, voir Cunningham.
Joseph Cunningham, né le 26 mai 1982, est un homme politique américain. Membre du Parti démocrate, il est élu de Caroline du Sud à la Chambre des représentants des États-Unis de 2019 à 2021.

## Biographie

### Jeunesse et carrière professionnelle
Joe Cunningham grandit dans le comté de Lyon au Kentucky. Son père, Bill Cunningham, est élu à la Cour suprême de Kentucky en 2006. Après le lycée, il déménage à Charleston (Caroline du Sud) pour ses études avant d'obtenir un baccalauréat universitaire en ingénierie océanique à la Florida Atlantic University. Il travaille alors pour une société de conseil spécialisée dans l'ingénirie marine à Naples (Floride) pendant cinq ans.
En 2011, il retourne dans son État natal et décroche un doctorat en droit de l'université du Kentucky du Nord (en). Une fois diplômé, Cunningham retourne en Caroline du Sud. Il devient avocat en droit de la construction et copropriétaire du studio de yoga de son épouse, Amanda. Le couple a un enfant en février 2018, Boone Christopher.

### Représentant des États-Unis
Lors des élections de 2018, Joe Cunningham se présente à la Chambre des représentants des États-Unis dans le 1er district de Caroline du Sud, qui inclut Charleston et la côte sud de l'État. Deux ans plus tôt, Donald Trump avait gagné le district avec 13 points d'avance sur Hillary Clinton. Cunningham remporte la primaire démocrate face à Toby Smith avec 71,5 % des suffrages. Le même jour, la républicaine Katie Arrington bat le représentant sortant Mark Sanford avec le soutien du président Trump. Face à Arrington, Cunningham se présente comme un démocrate modéré. Il fait notamment campagne sur son opposition aux forages pétroliers dans l'Atlantique, que la républicaine soutient durant sa primaire,,. Cunningham est élu représentant avec battant Arrington de 1,4 point (soit 3 509 voix sur 268 111). Grâce à sa victoire surprise,,, il devient le premier démocrate à représenter la circonscription depuis 1981.
Au Congrès, Joe Cunningham est membre de la Blue Dog Coalition, regroupant les démocrates centristes. Il est notamment l'auteur du Great American Outdoors Act, ratifié par le président Trump en août 2020 et qui assure un financement sans précédent pour les espaces protégés américains,.
Cunningham est candidat à un deuxième mandat lors des élections de 2020, au cours desquelles il affronte la représentante d'État républicaine Nancy Mace. Cette dernière st considérée comme une meilleure candidate que Arrigton eux ans plus tôt. Durant la campagne, la républicaine accuse Cunningham d'être trop libéral pour la circonscription, historiquement conservatrice, et de ne pas défendre suffisamment une base militaire locale. De son côté, le démocrate met en avant son travail bipartisan, avec trois lois à son actif signées par Donald Trump, et le soutien de la Chambre de commerce des États-Unis. Dans un contexte de pandémie de Covid-19, Cunningham limite les manifestations publiques contrairement à Mace,. Cunningham est finalement battu par Mace, qui le devance avec une marge comparable à celle de 2018 (50,6 % contre 49,3 %).